# Sudbrooke
Sudbrooke es una localidad situada en el condado de Lincolnshire, en Inglaterra (Reino Unido). Según el censo de 2011, tiene una población de 1788 habitantes.
Está ubicada al noreste de la región Midlands del Este, cerca de la frontera con la región de Yorkshire y Humber, de la ciudad de Lincoln, del estuario del río Humber y de la costa del mar del Norte.